# Шефель, Самуил Зусевич
Самуил Зусевич Шефель (26 февраля 1935 — 9 ноября 1985, Новосибирск) — советский геометр. 
Доктор физико-математических наук.

## Биография
Защитил диссертацию в 1964 под руководством Топоногова в институте Соболева по теме «Внутренняя геометрия седловых поверхностей».
Докторскую диссертацию защитил в 1971  на тему «G-устойчивые изометрические погружения».
Похоронен на Южном кладбище в Новосибирске.

## Семья
- Отец — Зусь Бенционович Шефель, экономист, заведующий отделом цен исполкома Восточно-Казахстанского областного Совета депутатов трудящихся.
- Сын — кандидат физико-математических наук Григорий Самуилович Шефель (род. 1961), доцент НГТУ, бриджист.

## Вклад
Обобщённые седловые поверхности определяются как отображения из диска в евклидово пространство с которого невозможно срезать горбушку гиперплоскотью. Точнее любая компонента дополнения к прообразу гиперплоскости выходит на границу диска. Для этих таких поверхностей Шефель доказал несколько утверждений: 
- В случае если размерность евклидова пространства 2 индуцированная внутренняя метрика имеет неположительную кривизну в смысле Александрова. То же верно если размерность евклидова пространства 3 и поверхность (локально) является графиком функции.
- На таких поверхностях выполняется в {\displaystyle n}-мерном евклидовом пространстве выполняется изопериметрическое неравенство, 
{\displaystyle S\leq C_{n}\cdot L^{2}}

где  {\displaystyle S} площадь поверхности и {\displaystyle L} её периметр. Константа {\displaystyle C_{n}} зависит только он {\displaystyle n}.
Совместно с И. Х. Сабитовым, он показал, что гармонические координаты дают атлас наивысшей степени гладкости для данного Риманова многообразия.
Чуть позже эти результаты передоказали Деннис Детурк и Джерри Каждан

## Труды
- Шефель, С. З. О седловых поверхностях ограниченной спрямляемой кривой // Доклады АН СССР. — 1965. — Т. 162, № 2.
- Burago, Yu. D., Shefel, S. Z. The geometry of surfaces in Euclidean spaces. — Springer, 1992. — Т. 48. — С. 1—85, 251—256.